# باول شتورم
باول شتورم (بالألمانية: Paul Sturm)‏ هو مصمم ألماني، ولد في 1 أبريل 1859 في لايبزيغ في ألمانيا، وتوفي في 21 ديسمبر 1936.